# Barak (grupo ecuatoriano)
Barak es una agrupación de rock fusión fundada por Juan Carlos Quiroz y Francisco Quiroz en 1991 en Quito, Ecuador.

## Trayectoria
En 1996 publican su primer álbum, Entre nosotros estamos ustedes, con el sello local Psiqueros Records, mismo que impulsaría durante los años noventa a otras bandas emergentes de la época como Blaze o Sobrepeso.
En febrero de 1999, la banda participó en el festival Pululahua, Rock desde el Volcán, compartiendo escenario junto con las bandas La Ley, Lucybell, Babasónicos y otras.
Tras un paréntesis de varios años de conciertos esporádicos, Barak publica en 2017 El primer viaje, donde la banda recopila temas de su primer álbum de 1996.

## Alineación
- Francisco Quiroz (batería)
- Juan Carlos Quiroz (guitarra, voz)
- Juan Terneus (bajo)

## Discografía
- Entre nosotros estamos ustedes (1996)
- El primer viaje (2017)
- El segundo viaje (2018)
- El tercer viaje (2020)
- El cuarto viaje (2023)